# Романов, Виктор Егорович
Виктор Егорович Романов (род. 15 сентября 1937, Ленинград) — советский велогонщик, призёр Олимпийских игр, чемпион мира; позднее учёный и организатор высшего образования. Доктор технических наук, профессор, заслуженный деятель науки и техники Российской Федерации (1993). Мастер спорта СССР (1957).

## Биография
Проходил подготовку под руководством ленинградского тренера Дмитрия Пантелеймоновича Полякова.
В 1960 году завоевал бронзовую медаль Олимпийских игр в Риме в командной гонке преследования. В 1962 году стал бронзовым призёром чемпионата мира, а на чемпионате мира 1963 года завоевал золотую медаль. Представлял общество «Буревестник».
В 1963 году окончил Институт текстильной и легкой промышленности им. С. М. Кирова, после чего его жизнь была неразрывно связана с этим институтом: он был младшим научным сотрудником, заведующим учебной частью, заведующим кафедрой, деканом, проректором, а с 1988 года — ректором. Под его руководством институт в 1992 году был преобразован в Санкт-Петербургский государственный университет технологии и дизайна. С 2007 года является президентом университета.

## Награды
- Медаль «За трудовое отличие» (16.09.1960) — за успешные выступления в XVII летних и VIII зимних Олимпийских играх 1960 года, а также за выдающиеся спортивные достижения[3]